# Nailed It!
Nailed It! is een Amerikaanse Netflixserie die op 9 maart 2018 in première ging. De serie is een bakwedstrijd waarin elke aflevering drie amateurbakkers het tegen elkaar opnemen door complexe taarten en gebakjes zo precies mogelijk na te maken. Op 29 juni 2018 verscheen een tweede seizoen. Een seizoen met het thema feestdagen verscheen op 7 december 2018 onder de naam Nailed It! Holidays. Seizoen 3 ging op 17 mei 2019 in première. Op 22 november 2019 verscheen een nieuw seizoen van Nailed It! Holidays. Sinds 1 april 2020 is seizoen 4 te zien op Netflix. De serie ontving lovende kritieken en werd genomineerd voor drie Primetime Emmy Awards: twee keer voor de categorie Outstanding Competition Program en een keer voor de categorie Outstanding Host for a Reality or Competition Program. Door die laatste nominatie werd presentatrice Nicole Byer de eerste zwarte vrouw ooit die voor deze award werd genomineerd.  

## Opzet
Nailed It! is geïnspireerd op de rage waarbij mensen een poging waagden en faliekant faalden in het namaken van gedetailleerde taarten die ze op het internet vonden. Drie amateurbakkers met bewezen slechte bakvaardigheden proberen in iedere aflevering eetbare meesterwerken na te bootsen voor een prijs van $ 10.000 en de 'Nailed It!'-trofee. De deelnemers nemen deel aan twee uitdagingen in de loop van de 35 minuten durende afleveringen.  
De eerste uitdaging heet 'Baker’s Choice', waarbij iedere deelnemer een van de drie banketbaksels uitkiest en deze vervolgens probeert na te maken. De winnaar van deze uitdaging ontvangt een speciale prijs en krijgt de eer om de gouden bakkersmuts te dragen tijdens de tweede uitdaging.
Tijdens de tweede uitdaging, 'Nail It or Fail It', hebben de deelnemers twee uur de tijd om vanaf nul een complexe taart na te maken. Ieder van hen ontvangt een 'Panic Button' die hun de mogelijkheid verschaft om de hulp in te roepen van een van de juryleden. De bakker die het slechts presteerde tijdens de eerste uitdaging, krijgt een tweede knop waarmee hij of zij de andere bakkers kan afleiden – de specifieke functie ervan varieert tussen de verschillende afleveringen. De drie juryleden beslissen aan het eind welke taart het beste is. Bij deze beslissing spelen zowel smaak als presentatie een rol. De winnaar ontvangt een trofee en $ 10.000 prijzengeld.

## Cast
- Nicole Byer, presentatrice en vast jurylid
- Jacques Torres, chocolatier en vast jurylid
- Weston "Wes" Bahr, associate director

## Afleveringen
| Seizoen    | Afleveringen | Releasedatum     |
| ---------- | ------------ | ---------------- |
| 1          | 6            | 9 maart 2018     |
| 2          | 7            | 29 juni 2018     |
| Holiday! 1 | 7            | 7 december 2018  |
| 3          | 6            | 17 mei 2019      |
| Holiday! 2 | 6            | 22 november 2019 |
| 4          | 8            | 1 april 2020     |

## Uitzending
Alle zes de afleveringen van het eerste seizoen zijn sinds 9 maart 2018 op Netflix te zien. Het tweede seizoen verscheen op 29 juni 2018 en bevat naast de zes reguliere afleveringen één bonusaflevering. Dit seizoen eindigt met een cross-over special waarin de "Fab Five" van de Netflix-serie Queer Eye te zien zijn en waarbij de "culinair en wijnexpert" uit die serie, Antoni Porowski, optreedt als gastjurylid. Seizoen 3 verscheen op 17 mei 2019 en bestaat uit zes afleveringen.
Op 18 maart 2020 werd bekend dat het vierde seizoen op 1 april 2020 in première zou gaan.

## Internationale versies
Een Mexicaanse versie van de show ging in februari 2019 in première. ¡Nailed it! México! wordt gepresenteerd door de komiek Omar Chaparro en de professionele kokkin Anna Ruiz tezamen met verschillende gastjuryleden.  Een Franse versie van de show verscheen in oktober 2019. C’est du gâteau! wordt gepresenteerd door de humorist Artus en chef-kok Noémie Honiat tezamen met verschillende gastjuryleden. Jacques Torres, het vast jurylid van de originele Amerikaanse versie, verschijnt in een van de afleveringen als gastjurylid. De Spaanse versie van de show, Niquelao!, verscheen eveneens in oktober 2019 en wordt gepresenteerd door actrice LaTerremoto de Alcorcón en de professionele kok Christian Escribà. Ook in deze versie verschillende de gastjuryleden per aflevering. De Duitse versie van de show, Wer kann, der kann! ging in januari 2020 in première en wordt gepresenteerd door actrice en model Angelina Kirsch.